# Kompensator (Rohr)

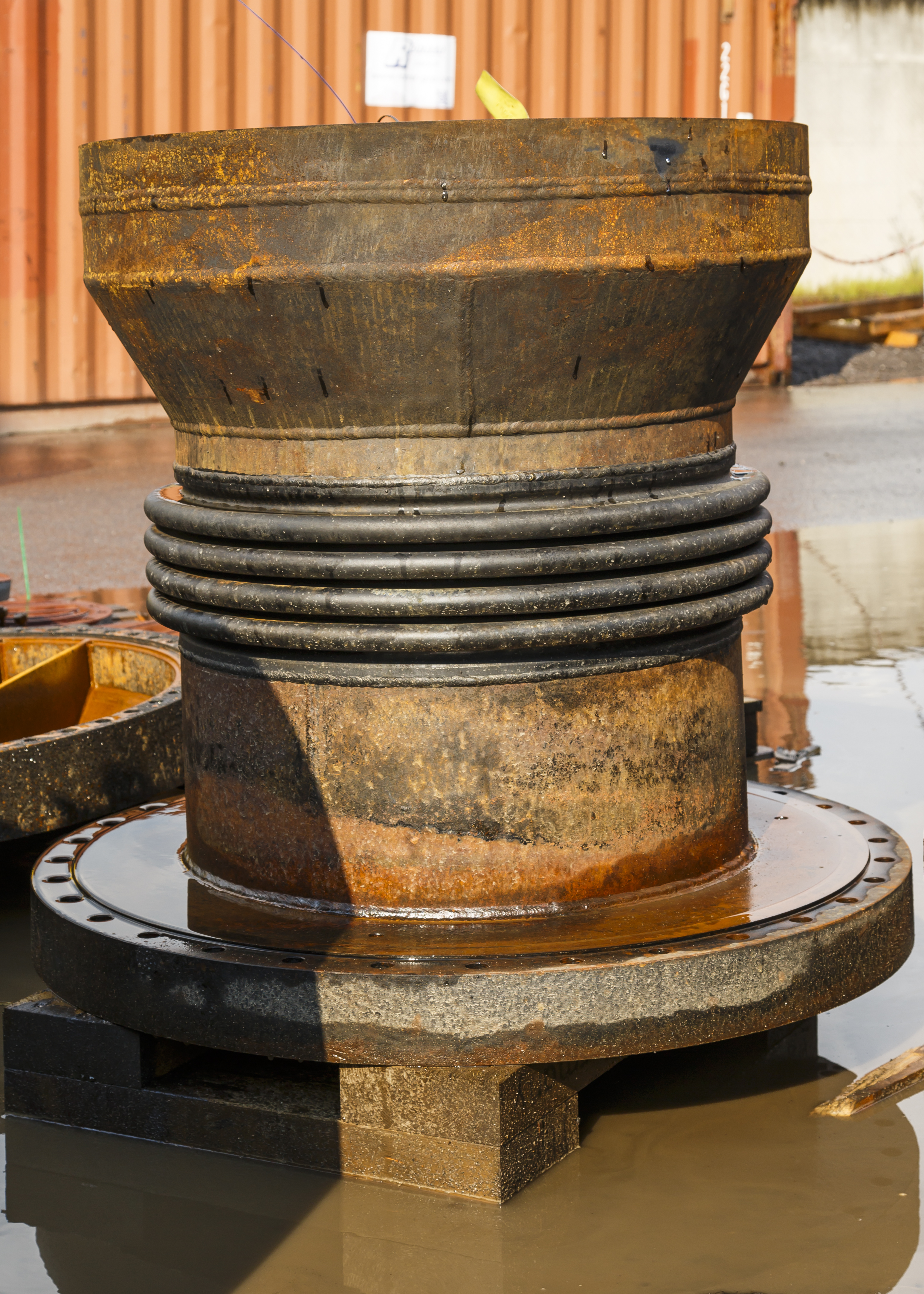
Kompensator für die Rohrseite eines Wärmetauschers

Der Kompensator ist ein Element, das die Beweglichkeit von Rohrleitungen erhöht. Es wird verwendet zur Kompensation von  thermischen Längenänderungen, Bewegungen durch Vibrationen, Setzungserscheinungen oder um die Montage zu erleichtern. Die Kompensation erfolgt dabei mechanisch über einen elastischen Balg. Abhängig von Medium, Druck, Temperatur und Anforderungen an die Lebensdauer wird der Kompensator aus unterschiedlichen Werkstoffen hergestellt. Im Kraftwerksbereich sind Metall- und Weichstoffkompensatoren am meisten verbreitet, es gibt allerdings auch Anwendungen, in denen Kompensatoren aus Gummi, PTFE oder anderen Kunststoffen zum Einsatz kommen.

## Geschichte

historische Prospekte
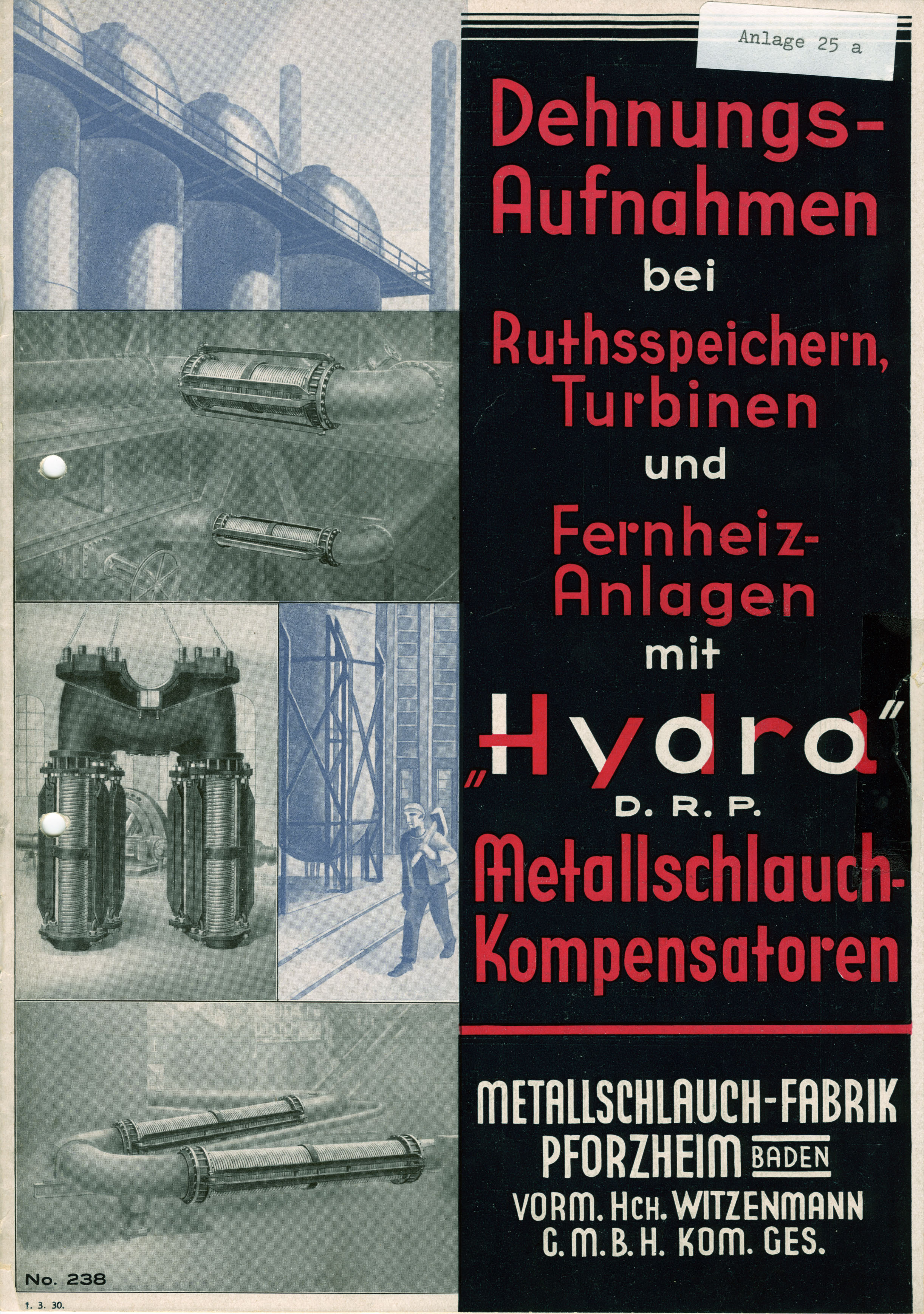
Metallschlauch-Kompensatoren um 1930
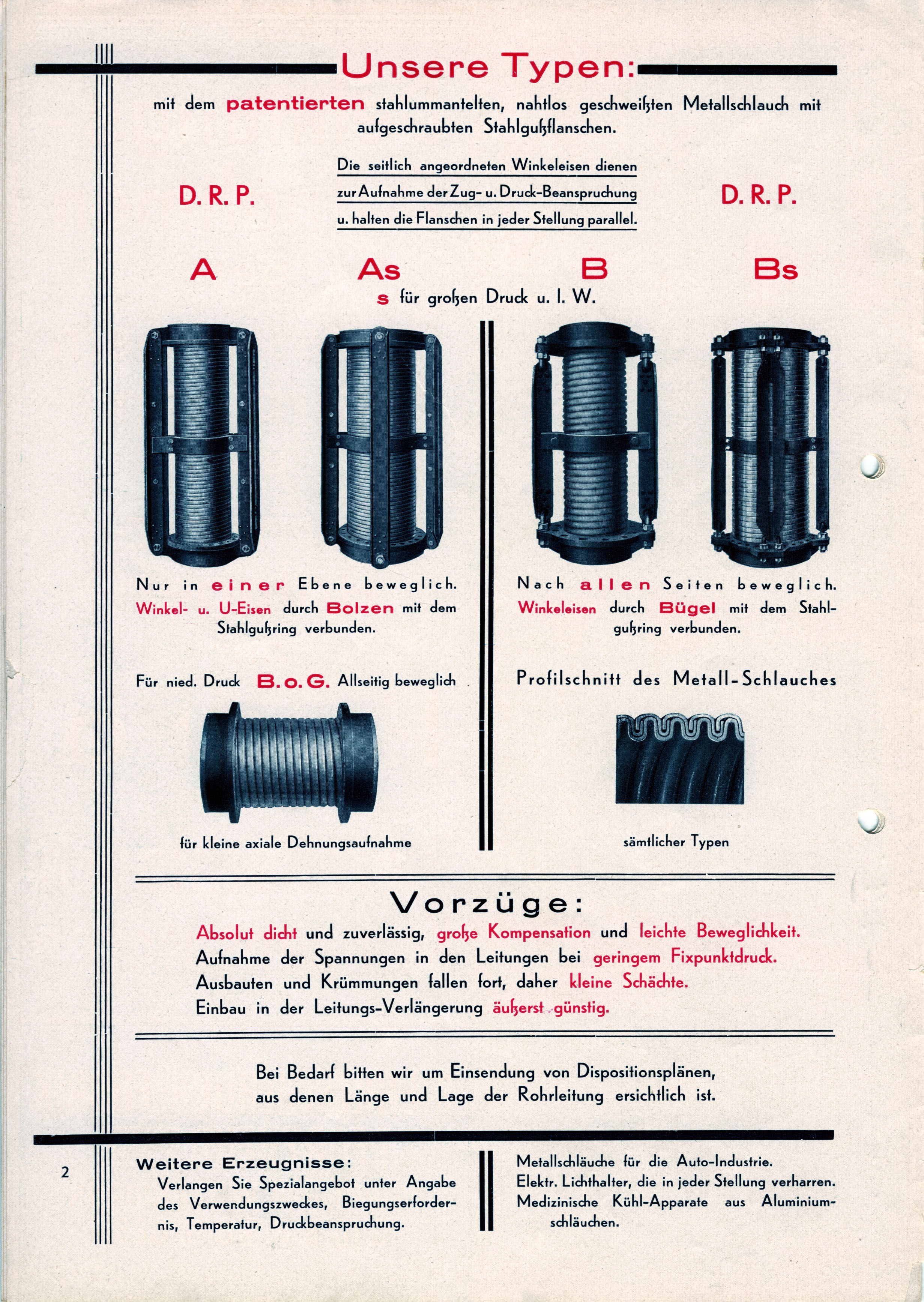
Prospektrückseite von 1930

Kompensatoren für Dampfturbine

Bereits 1920 meldete Emil Witzenmann den ersten sogenannten Metallschlauch-Kompensator zum Patent an (Deutsches Reichspatent Nr. 367 185 vom 29. Juli 1920). Rein technisch gesehen handelte es sich bei diesem Vorläufer der heutigen Kompensatoren um einen groß dimensionierten, druckdichten Metallschlauch mit definiert eingeschränkter Bewegungsfreiheit.
In den 1930er Jahren wurde das Metallschlauchprinzip als zentrales Funktionselement durch den Metallbalg abgelöst. Dieses Konstruktionsprinzip – Metallbalg mit Anschlussstücken – ist bis heute die konstruktive Grundlage der modernen Metallkompensatoren.

## Aufbau
Jeder Kompensator besteht aus einem elastischen Balg und einem Rohrleitungsanschluss. Bei Metallkompensatoren bilden Balg und Anschluss meist eine Einheit.

### Kompensatorbalg
Der Balg des Kompensators kann sowohl aus Metall, einem Verbund aus technischen Geweben, Kunststoffen oder Gummi bestehen. Immer ist sowohl ein einlagiger als auch ein mehrlagiger Aufbau, bei dem die Schichten unterschiedlichen Auslegungskriterien (z. B. Dichtheit, Korrosionsschutz etc.) folgen, möglich. Die Geometrie des Balgs macht ihn gegen Längenänderung, Biegung und Versatz der angeschlossenen Rohre elastisch. Gegen Druck im Rohr und Momentenbelastung um die Rohrachse ist er relativ steif.

### Kanalanschluss
Der Anschluss des Kompensators an den Kanal erfolgt entweder über einen Flansch oder direkt, jeweils durch Verschraubungen oder Anschweißen.

### Leitblech
Bei gasförmigen Strömungsmedien werden optional Leitrohre oder Leitbleche eingesetzt, um Wirkungsgradverluste durch Strömungsumlenkung und Schäden am Kompensator zu minimieren. Turbulente Verwirbelungen aufgrund der Vergrößerung des Strömungsquerschnitts im Bereich des Kompensators können sowohl zu Ablagerung von Strömungspartikeln im Kompensator als auch zu Schäden durch Abrasion führen. Für die Auslegung eines Kompensators mit Leitblech ist es essentiell, dass die maximalen Bewegungen und die Strömungsrichtung definiert sind.

### Abdeckung
Zum Schutz vor äußeren Einflüssen (chemische Wechselwirkungen, Temperatureinflüsse z. B. durch Wärmeabstrahlung anderer Bauteile, Witterung), können Kompensatoren zusätzlich mit einer Abdeckung versehen werden. Die Isolierwirkung, die durch die Abdeckung entsteht, muss jedoch berücksichtigt werden.

### Spezieller Aufbau von Metallkompensatoren (viellagig und vielwandig)
Im modernen Kompensatorenbau werden die Metallbälge häufig im sogenannten Multilayer-Design gefertigt. Dabei werden, zur gleichzeitigen Erhöhung von Flexibilität und Stabilität, mehrere dünne Lagen von Metall als Wandung des Balgs kombiniert. Hierbei unterscheidet man zwischen zwei Konstruktionsarten, dem viellagigen und vielwandigen Balgaufbau. Der viellagige Aufbau besteht aus einem druckdicht längsgeschweißten Außen- und Innenzylinder aus Edelstahl. Dazwischen liegt ein offener spiralförmiger Zylinder, der je nach Auslegung mehrere Innenlagen bildet. Beim vielwandigen Aufbau sind es mehrere längsgeschweißte Zylinder, die ineinandergesteckt werden. Jeder Zylinder bildet dabei eine druckdichte und in sich geschlossene „Wand“.
Die wesentlichen Vorteile des vielwandigen Balges:

Biegebalken massiv
Biegebalken geteilt

- Beherrschung hoher und höchster Drücke
- große Bewegungsaufnahme
- kleine Baumaße
- geringe Verstellkräfte
- optimale Kompensation auf kleinstem Raum
- frühzeitige Leckanzeige (im Schadensfall) über standardmäßige Kontrollbohrung
- völlige Berstsicherheit
- Möglichkeit zur permanenten Lecküberwachung bei kritischen Medien
- wirtschaftlicher Einsatz hochwertiger, korrosionsbeständiger Materialien wie Inconel, Incoloy, Hastelloy, Titan und Tantal
- isolierend gegen Körperschall bis zu 20 dB

Diese Konstruktion bringt neben technischen auch wirtschaftliche Vorteile.
So können für den Balgaufbau unterschiedliche Werkstoffe eingesetzt werden. Wie z. B. hochlegierte Edelstähle für das mediumbeaufschlagte Innen- und/oder Außenrohr und niederlegierte Edelstähle für die Zwischenlagen.

## Kompensationsarten

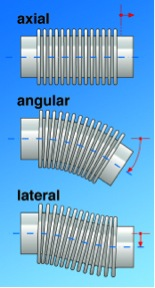
Prinzipskizzen von Kompensatorbewegungen

Grundsätzlich wird bei der Auslegung von Kompensatoren zwischen axialen, lateralen und angularen Bewegungen unterschieden. Bei rechteckigen Kompensatoren spielt nicht nur die Bewegung selbst, sondern auch zusätzlich die Raumrichtung der Bewegung eine Rolle. Abhängig von der Bewegung bilden sich unterschiedliche Rückstellkräfte aus. Rückstellkräfte sind Federkräfte, die den Kompensator in seine Ausgangslage zurückzwingen. Vor allem bei Metallkompensatoren steigen die Rückstellkräfte mit zunehmender Verformung stark an.

### Axial
Bei der axialen Kompensation wird die Wärmedehnung eines geraden Leitungsabschnitts zwischen zwei Festpunkten von einem Axialkompensator aufgenommen. Der Abstand der beiden Festpunkte bestimmt die zu kompensierende Leitungslänge und damit die vom Kompensator auszuführende Axialbewegung.
Für die axiale Kompensation gelten folgende Grundregeln:
- Das ebene oder räumliche Rohrleitungssystem wird durch Festpunkte so in individuelle, gerade Teilstrecken unterteilt, dass sie jeweils durch einen einzigen Axialkompensator kompensiert werden können.
- Die Festpunkte sind so auszulegen, dass sie den Druck- und Federkräften des Axialkompensators, den Reibungskräften der Führungslager und den Strömungskräften standhalten.
- Lange Rohrleitungen sind zwischen den Festpunkten durch Führungslager gegen Ausknicken zu sichern.
- Der Axialkompensator sollte in unmittelbarer Nähe eines Festpunkts und eines Führungslagers eingebaut werden.
- Unzulässig große Festpunktbelastungen können durch druckkraftentlastete Axialkompensatoren vermieden werden.

### Angular

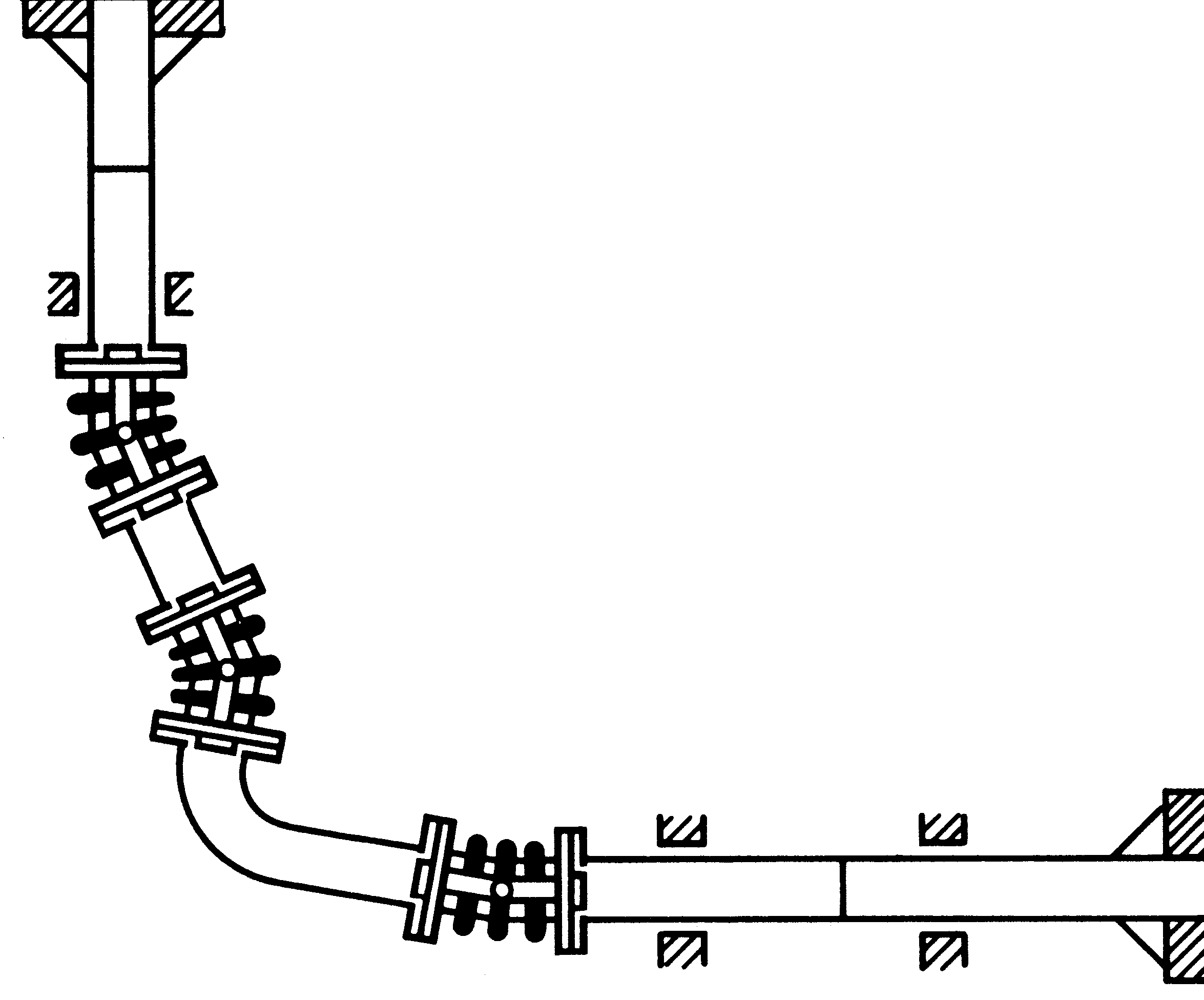
Angularbewegung

Bei der angularen Kompensation von Wärmedehnungen sind mindestens zwei, für eine vollständige Kompensation sogar drei Angularkompensatoren erforderlich. Angularkompensatoren bieten eine Vielzahl von Kombinationsmöglichkeiten in so genannten Zwei- oder Dreigelenksystemen.
Die ebenen Dreigelenksysteme kommen mit einseitig angular beweglichen Kompensatoren aus, während die räumlichen Dreigelenksysteme zur Aufnahme von Wärmedehnungen in drei Achsrichtungen mindestens zwei allseitig angular bewegliche Kardankompensatoren benötigen.
Für die angulare Kompensation gelten folgende Grundregeln:
Es sind immer mindestens zwei Angularkompensatoren erforderlich.
- Die angulare Kompensation ist immer mit mehrfacher Strömungsumlenkung um 90° verbunden.
- Da Angularkompensatoren als Gelenkkompensatoren die von den Bälgen freigesetzten Druckkräfte selbst aufnehmen, werden die Rohrleitungsfestpunkte nur noch von deren Verstellkräften und -momenten, sowie von den Reibungskräften der Leitungsführungen und den Strömungskräften belastet.
- Die angulare Kompensation ist besonders für räumlich komplizierte Leitungsverläufe geeignet.

### Lateral

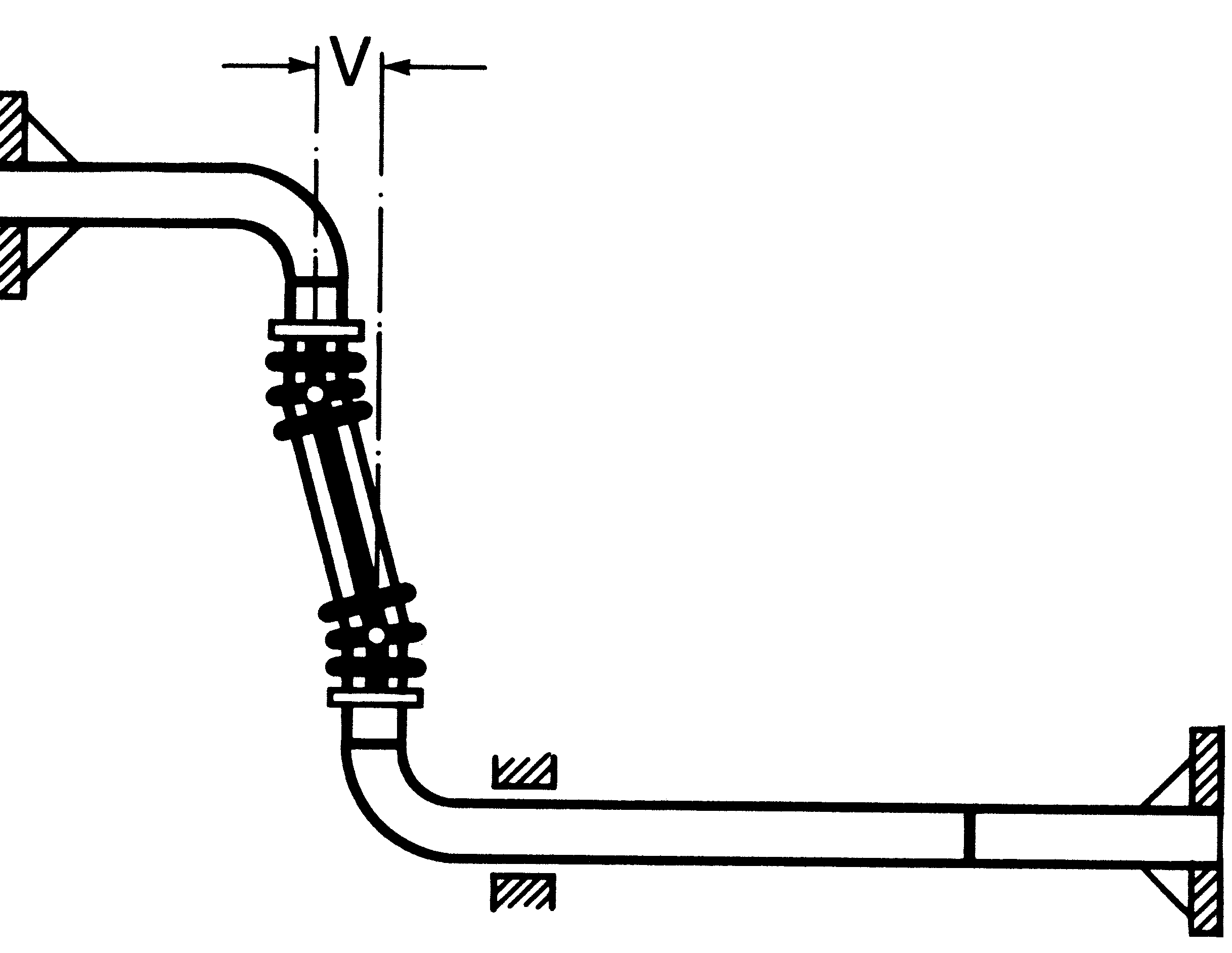
Lateralbewegung

Die laterale Kompensation ist ebenfalls mit einer Umlenkung der Strömung um 90° innerhalb des ebenen oder räumlichen Leitungssystems verbunden. Meist werden im System vorhandene rechtwinklige Umlenkungen für den Einbau von Lateralkompensatoren genutzt.
Die Bewegung eines Lateralkompensators setzt sich immer aus der gewünschten Lateralbewegung und einer geringfügigen, unvermeidbaren Axialbewegung aus dem Kompensator selbst zusammen. Die einfachen Lateralkompensatoren für Lateralbewegungen in nur einer Ebene erlauben im Vergleich zu den Axialkompensatoren eine wesentlich größere Dehnungsaufnahme. Allseitig bewegliche Lateralkompensatoren ermöglichen darüber hinaus die gleichzeitige Dehnungsaufnahme von zwei Leitungsstrecken unterschiedlicher Richtung.
Für die laterale Kompensation gelten folgende Grundregeln:
- Entsprechend ihrer Bewegungsart werden Lateralkompensatoren immer senkrecht zur kompensierenden Rohrleitung angeordnet. Das heißt, laterale Kompensation ist immer mit Strömungsumlenkung verbunden.
- Entlastung der Festpunkte von Druckkräften wie bei Angularkompensatoren.

Die unvermeidbare, kleine Axialbewegung von Lateralkompensatoren wird bei der „vollständigen Kompensation“ von einem zusätzlichen Gelenkkompensator aufgenommen. Häufig kann sie jedoch die Rohrleitung durch elastische Biegung ausgleichen. In diesem Fall ist in den Leitungsführungen genügend Lagerspiel vorzusehen. Lateralkompensatoren lassen eine Angularbewegung um die Bolzen oder Gelenkachsen zu. Dies kann zur Aufnahme von Leitungsdurchhang zwischen den Rohrhalterungen ausgenützt werden. Lateral- und Angularkompensatoren werden häufig auch kombiniert in Dreigelenksystemen eingesetzt.

## Werkstoffe und Bauformen
Die Wahl eines geeigneten Kompensators orientiert sich am Prinzip der kostengünstigsten Funktionserfüllung. Bei einer Wirtschaftlichkeitsbetrachtung müssen nicht nur die Kosten der Kompensatoren, sondern auch die der erforderlichen Festpunkte, Rohrhalterungen und Schachtbauwerke beachtet werden. Darüber hinaus müssen vor allem die Wartungs- und Instandhaltungskosten in ökonomische Überlegungen mit einbezogen werden. Reparatur und Austausch von Kompensatoren übersteigen die Investitionskosten meist um ein Vielfaches: im Schadensfall kommen unter Umständen zusätzlich zur Neuinvestition die Kosten für den Anlagenstillstand, zu treffende Sicherheitsvorkehrungen und Gerüstbau an mitunter schwer zugänglichen Stellen hinzu.

### Weichstoffkompensator

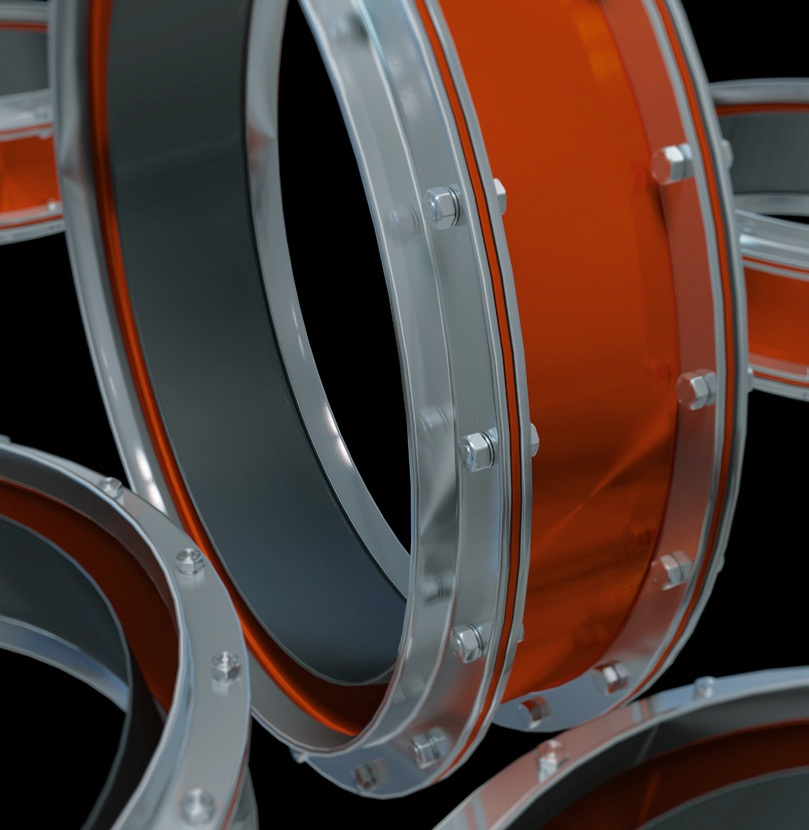
Weichstoffkompensator

Weichstoff- oder Gewebekompensatoren sind aus technischen Geweben oder Elastomeren hergestellte Leitungs- und Kanalbauteile. Sie werden sowohl für die Kompensation von mechanischem Versatz als auch zur Schall- und Vibrationsminderung eingesetzt. Der Weichstoff wird entweder auf einem Stahlrahmen befestigt oder – bei geringer Belastung – mit Spannbändern an die Rohrleitung angeschlossen. Je nach Einsatzzweck werden Weichstoffkompensatoren in einlagiger oder mehrlagiger Ausführung hergestellt. Durch den mehrlagigen Aufbau können unterschiedliche Funktionen, z. B. Isolierung, Dichtheit, Druckstoßverhalten etc. entsprechend den spezifischen Anforderungen kombiniert werden. Im Vergleich zu Metallkompensatoren zeichnen sich Weichstoffkompensatoren durch ein geringes Gewicht und niedrige Reaktionskräfte aus (auch Rückstellkräfte genannt). Daher sind Gewebekompensatoren vor allem für große Abmessungen bei niedrigen Betriebsdrücken und gasförmigen Medien (Luft, Abgas, Rauchgas) geeignet. Für die Auslegung existiert keine Normung, aber eine Sammlung von technischen Informationen der Gütegemeinschaft Weichstoff-Kompensatoren im RAL-Verband, die den Stand der Technik beschreiben.

### Metallkompensator

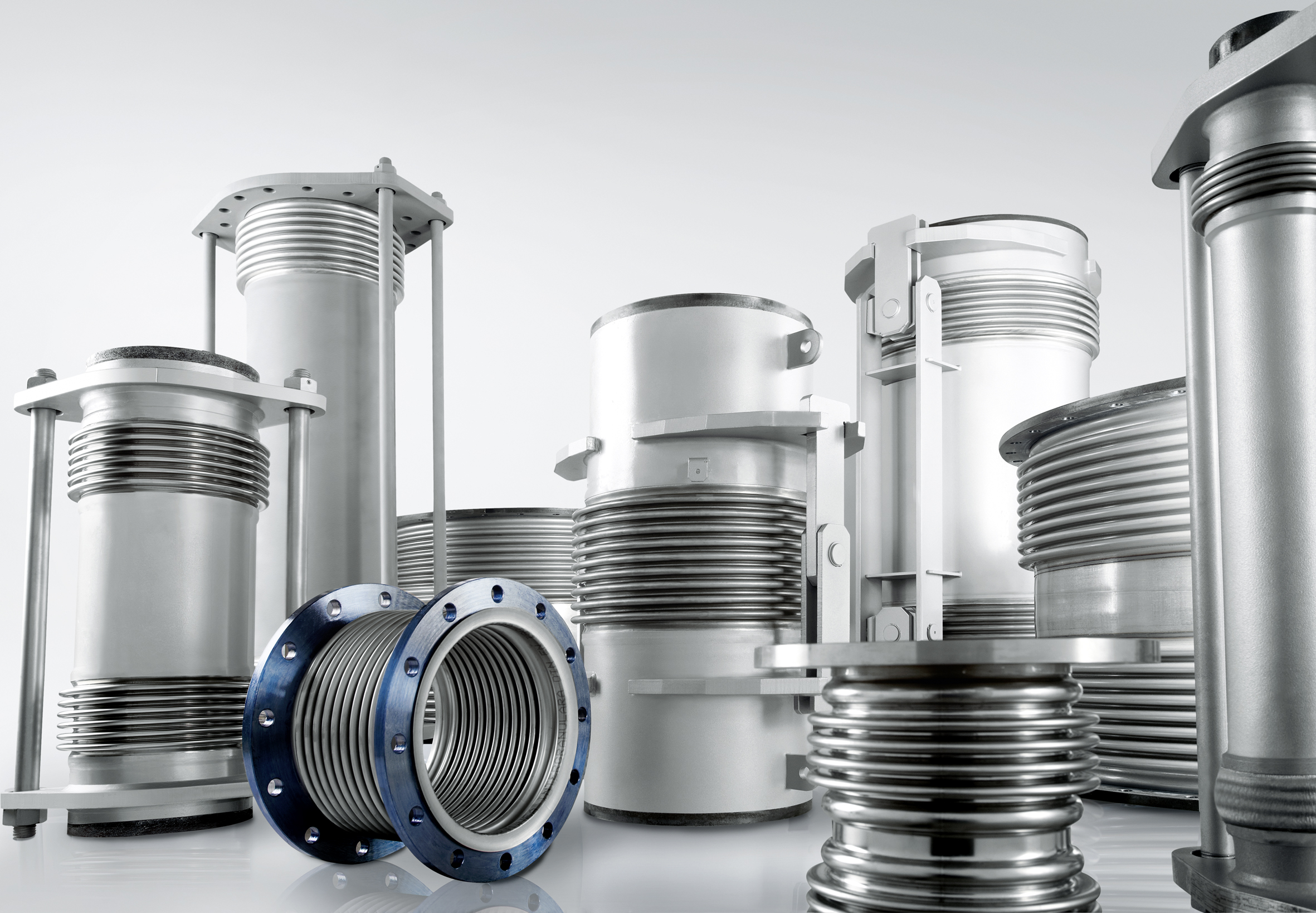
Übersicht von Metall-Kompensatoren

Metallkompensatoren werden vorzugsweise dann eingesetzt, wenn die Leitungssysteme druckbeaufschlagt sind, hohe Temperaturen herrschen oder wenn aggressive Medien geleitet werden müssen. Sie bestehen aus einem oder mehreren Metallbälgen und Anschlussteilen an beiden Enden. Je nach Einsatzgebiet und den zu kompensierenden Bewegungen verfügen sie zusätzlich über Gelenkverankerungen. Entsprechend den drei grundsätzlichen Bewegungsarten unterscheidet man Axial-, Angular- und Lateralkompensatoren.
Neben niedrig legierten Edelstählen werden auch Nickel-Basis Legierungen bzw. reine Metalle als Werkstoffe für die Kompensatorherstellung verwendet. So sind zum Beispiel bei Einsatzgebieten in der Chemie oder im Bereich Meerwasser oder Subsea Hastelloy, Inconel, Incoloy oder auch Titan und Tatal oft verwendete Werkstoffe. Im Bereich der Stahlerzeugung kommen ausgemauerte Kompensatoren aus hochlegierten Edelstählen zum Einsatz, die eine Temperaturbeständigkeit von weit über 1000 °C aufweisen. Runde Edelstahl-Kompensatoren sind in ihrem Durchmesser aufgrund der fertigungstechnischen Möglichkeiten begrenzt. Rechteckige Metallkompensatoren können in beliebigen Größen gefertigt werden und sind in ihren Abmessungen lediglich durch die Transportmöglichkeiten begrenzt.

#### Axialkompensator

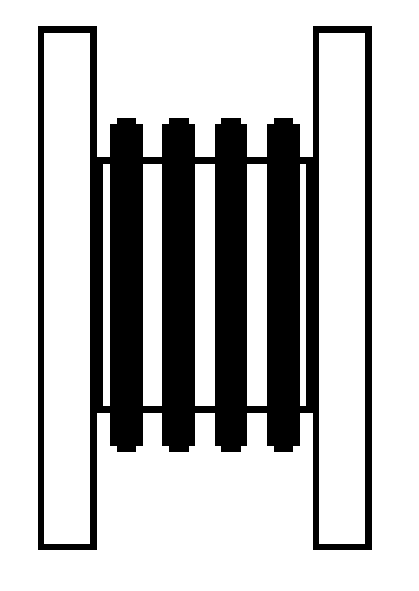
Axialkompensator

Der Axialkompensator dient der Bewegungsaufnahme in axialer Richtung. Standardanschlussteile des Axialkompensators sind Schweißenden, Fest- und Losflansche. Häufig sind Axialkompensatoren auf der Innenseite des Metallbalgs mit einem Leitrohr ausgestattet. Das verringert den Durchflusswiderstand und verhindert Schäden, die durch direkten Kontakt mit dem strömenden Medium entstehen können. Axialkompensatoren, die große Bewegungen aufnehmen können, bestehen häufig aus zwei Metallbälgen und einem inneren oder äußeren Führungsrohr, das gegen Ausknicken durch Innendruck schützt. Bei kleinen Nennweiten dienen Schutzrohre dazu, mechanische Beschädigungen während der Montage und im Betrieb auszuschließen. Axialkompensatoren sind für inneren und äußeren Überdruck geeignet.
Werden die Metallbälge von Axialkompensatoren außendruckbeaufschlagt, dann erlauben die Kompensatoren bei Innendruck in einer Rohrleitung sehr große Axialbewegungen. Da bei äußerem Überdruck nicht die Gefahr des Ausknickens besteht, können hier sehr lange Metallbälge oder Kombinationen von Bälgen mit sehr großer Bewegungsaufnahme eingesetzt werden.

#### Angularkompensator

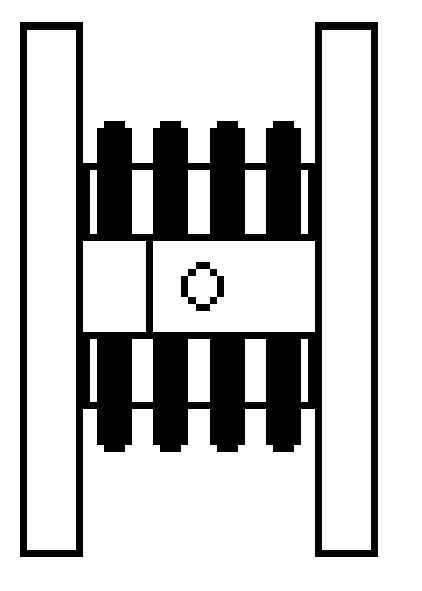
Angularkompensator

Der Angularkompensator nimmt Biegungen bzw. Angularbewegungen auf. Wie der einfache Axialkompensator setzt er sich aus einem Metallbalg und den beiderseitigen Anschlussteilen zusammen. Darüber hinaus verfügt er jedoch über
eine
- gelenkige Verankerung dieser Anschlussteile für Angularbewegungen in einer Ebene oder
- eine kardanische Verankerung für allseitige Angularbewegungen

Folglich bestimmt die Verankerung die Art der Bewegungsaufnahme.

#### Lateralkompensator

Lateralkompensator

Der Lateralkompensator, nimmt Quer- bzw. Lateralbewegungen auf. Er besteht aus
- einem oder zwei Metallbälgen mit Zwischenrohr
- den beiderseitigen Anschlussteilen und einer gelenkigen Verankerung dieser Anschlussteile für Lateralbewegung in einer Ebene oder für allseitige Lateralbewegungen.

Im Normalfall besteht die Verankerung aus kugelig gelagerten Rundankern. Bei hohen axialen Druckkräften werden Flachanker mit Bolzen- oder Kreuzgelenken eingesetzt. Die Größe der Lateralbewegung wächst mit dem Biegewinkel der beiden Metallbälge und mit der Länge des Zwischenrohrs.

#### Universalkompensator
Der Universalkompensator kann nicht nur axiale, sondern auch angulare und laterale Bewegungen kombiniert aufnehmen. Er besteht aus zwei Metallbälgen mit Zwischenrohr und beiderseitigen Anschlussteilen. Als Sonderform des Axialkompensators besitzt der Universalkompensator aus Stabilitätsgründen nur eine geringe Druckfestigkeit und belastet ebenfalls die anschließenden Leitungsauflager mit der aus dem Innendruck resultierenden axialen Druckkraft. Er wird meistens eingesetzt, wenn große axiale und laterale Bewegungen bei geringem Druck auszugleichen sind.
Im Gegensatz zu den unverankerten Axial- und Universalkompensatoren belasten Gelenkkompensatoren die anschließenden Leitungsauflager nicht mit der axialen Druckkraft aus Innendruck, da diese von der Gelenkverankerung aufgenommen wird.

### Gummikompensator

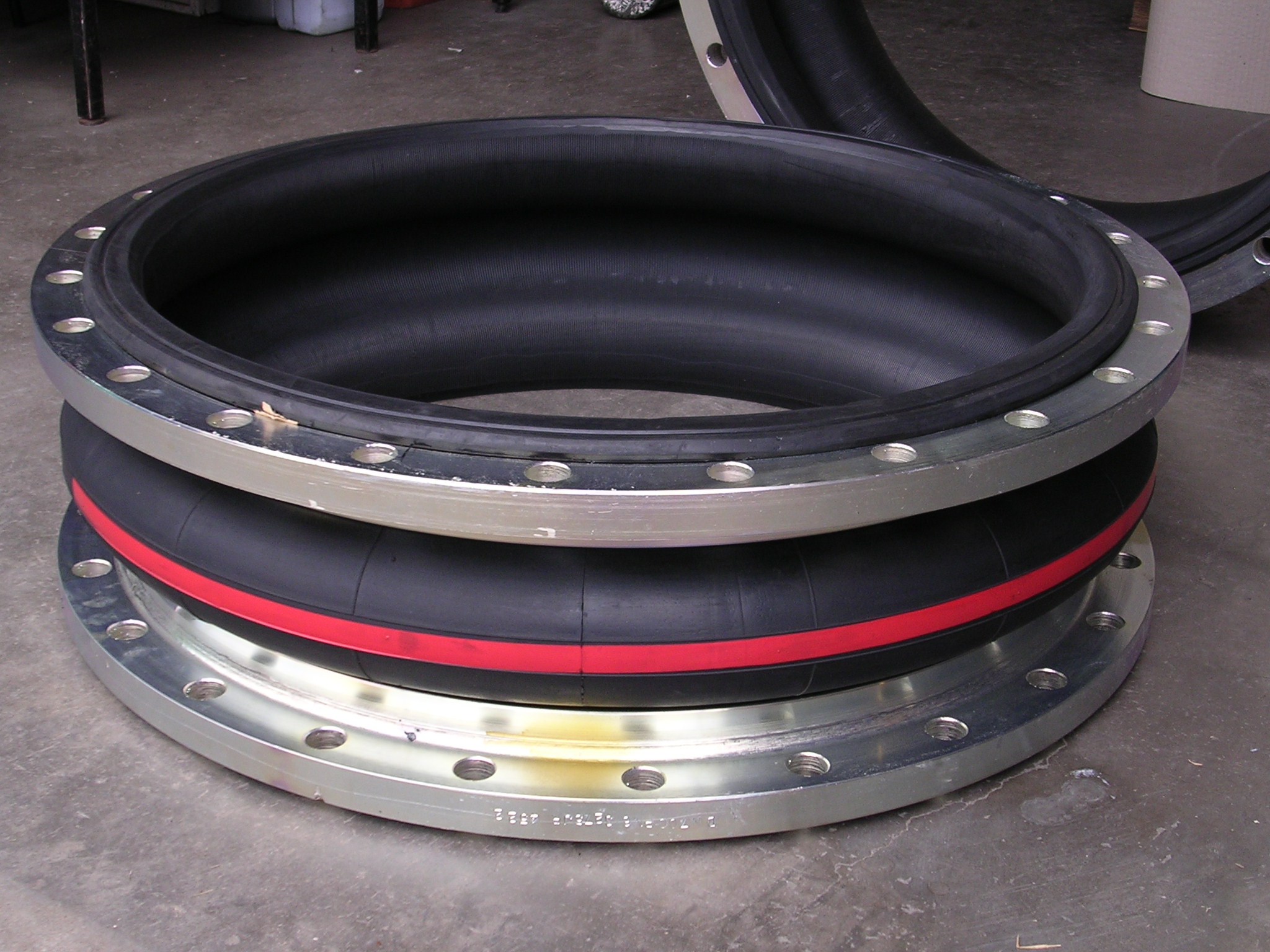
Gummikompensator

Der Gummikompensator besteht aus vulkanisierten Kunstkautschuklagen, die je nach Medium und gewünschter Beständigkeit ausgewählt werden können. Für die Druck- und Temperaturbeständigkeiten stehen unterschiedliche Trägereinlagen wie Nyloncord, Aramidcord sowie Stahlcord zur Verfügung. Gummikompensatoren zeichnen sich durch hohe Flexibilität in axialer, lateraler und angularer Richtung, sowie eine hohe Dehnungsaufnahme bei extrem kurzen Baulängen aus. Neben der Dehnungsaufnahme haben sie auch eine hervorragende schall- und vibrationsmindernde Wirkung.

### Bogenkonstruktionen („natürliche“ Kompensation)

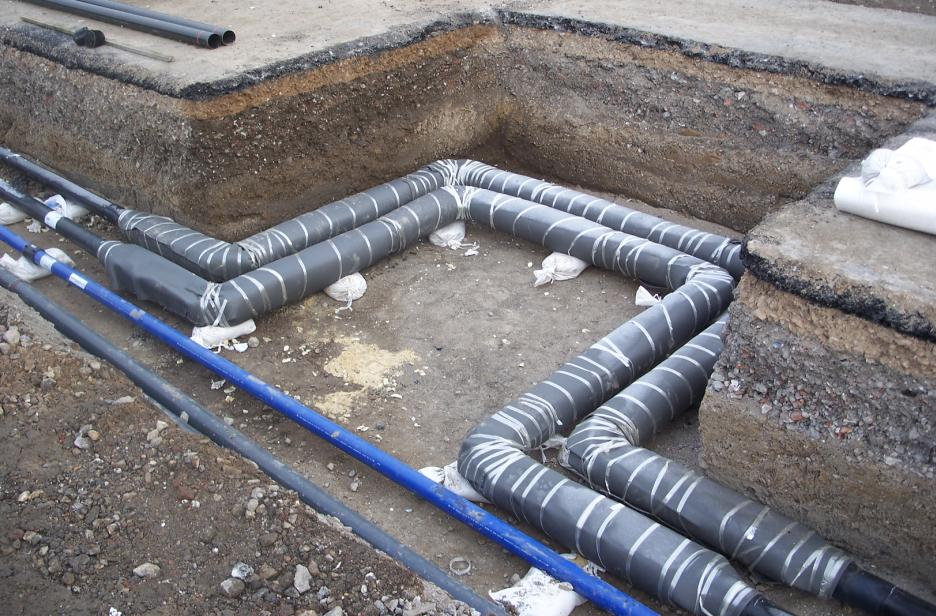
U-Bögen in erdverlegter Fernwärmeleitung aus Kunststoffmantelverbundrohr

Bogenkonstruktionen, üblich sind U-Bögen und Z-Bögen, eignen sich nur zur natürlichen Kompensation von thermisch bedingten Längenänderungen. Diese Bogenkonstruktionen werden auch Lyrabogen genannt, sind jedoch keine speziellen Bauteile, sondern sie werden aus Rohrbauteilen hergestellt. Bei starren Rohrleitungen werden für einen U-Bogen vier 90°-Bögen und für einen Z-Bogen zwei 90°-Bögen benötigt, zwischen denen jeweils kürzere Rohrstücke eingefügt werden. Bei flexiblen Rohrleitungen können alternativ die Rohre selbst entsprechend gebogen werden, wobei die zulässigen Mindestbiegeradien bei der Verlegung und im Betrieb nicht unterschritten werden dürfen. Die Verwendung von Bögen, deren Winkel deutlich von 90° abweicht, wird vermieden, da in solchen Konstruktionen sehr große Kräfte in ungünstigen Richtungen wirken können. Der große Vorteil von Bogenkonstruktionen besteht darin, dass sie aus dem gleichen Material wie die übrige Rohrleitung bestehen. Dadurch ergeben sich keine Einschränkungen der Betriebsparameter durch die Kompensationselemente. Bei metallischen Rohrleitungen wird zudem die Möglichkeit elektrochemischer Korrosion an Materialübergängen im Bereich der ohnehin stark belasteten Kompensationselemente ausgeschaltet. Nachteilig ist der große Platzbedarf für die Bögen. Beim Z-Bogen kommt zudem ein Versatz der Rohrleitung hinzu, was bei der Planung zu berücksichtigen ist, aber z. B. bei Fernwärmehausanschlüssen durchaus vorteilhaft sein kann.
Für „natürliche“ Kompensatoren sind ansonsten auch nicht flexible Werkstoffe wie Glas im Einsatz. Ein solches Glasbauteil besteht üblicherweise aus besonders druck- und temperaturbeständigem technischem Spezialglas, sodass die Korrosionsbeständigkeit gewährleistet wird. Durch den Werkstoff Glas ist eine besonders glatte und harte Oberfläche gegeben, was den Abrieb im Bogen minimiert. Außerdem kann durch eine Variation des Biegeradius ein optimaler Durchfluss, ähnlich wie bei Bogenkonstruktionen, erreicht werden. Ein weiterer Vorteil ist die Transparenz, durch welche die durchfließenden Stoffe optimal überwacht werden können, sowie die chemische Resistenz von Spezialgläsern wie beispielsweise den Borosilikatgläsern in korrosiven Umgebungen.

### Linsenkompensator
Ein Linsenkompensator besteht aus mindestens zwei S-förmigen Halbschalen, die am Umfang verschweißt sind. Die Wandstärke ist gegenüber einem Wellrohrkompensator deutlich stärker. Der Linsenkompensator wird vielfach in Wärmeübertragern eingesetzt, um die Längenänderung zwischen Mantelseite und Rohrseite auszugleichen.

### Langmuffenkompensator
Langmuffenkompensatoren (auch Stopfbuchsenkompensator oder Dehnungsstopfbuchse) bestehen aus zwei teleskopartig verschiebbaren Rohren, die mittels einer Gleitdichtung abgedichtet sind. Die Längenänderung entspricht der Einschubtiefe der Rohre.

## Versagen
Kompensatorversagen lässt sich auf unterschiedlichste Ursachen zurückführen. Die häufigsten Schadensursachen sind:
- Transportschäden, falsche Lagerung und Handling
- Unsachgemäßer Einbau bzw. unzureichender Schutz während der Montage oder im Betrieb
- Mangelhafte Verankerung, Führung und Lagerung
- Versagen der Aufhängung
- Korrosion: Aufgrund der Vergrößerung des Kanalquerschnitts kann es aufgrund des Temperaturgefälles zwischen Außen- und Innenseite des Kompensators bei gasförmigen Medien zur Taupunktunterschreitung und damit zur Ansammlung von Kondensat kommen. Dies kann den Kompensator beschädigen oder zerstören und muss daher durch Leiteinrichtungen minimiert bzw. kontrolliert abgeführt werden.
- Systemüberdruck
- Unzulässige Auslenkungen des Balges
- Torsion
- Balgabtrag

Viele Risiken für Kompensatorversagen können durch eine sachgemäße Auslegung des Kompensators minimiert werden. Die meisten Kompensatorenhersteller verfügen über ein breites Erfahrungswissen und können in Abstimmung mit den Betriebsparametern geeignete Kompensationslösungen vorschlagen.
Schäden, die nicht auf die Auslegung zurückzuführen sind, lassen sich durch sachgemäße Handhabung und Lagerung entsprechend den Herstellerangaben, Einhaltung von Sicherheits- und Inspektionsvorschriften sowie regelmäßige Wartung minimieren.
Nach dem Einbau ist zu überprüfen:
- ob der Kompensator während des Einbaus beschädigt wurde,
- ob der Kompensator in der richtigen Position ist,
- ob die Strömungsrichtung entsprechend den Vorgaben stimmt.